# Euprymna morsei
Euprymna morsei är en bläckfiskart som först beskrevs av Addison Emery Verrill 1881 in 1880-1881.  Euprymna morsei ingår i släktet Euprymna och familjen Sepiolidae. IUCN kategoriserar arten globalt som otillräckligt studerad. Inga underarter finns listade i Catalogue of Life.

## Bildgalleri

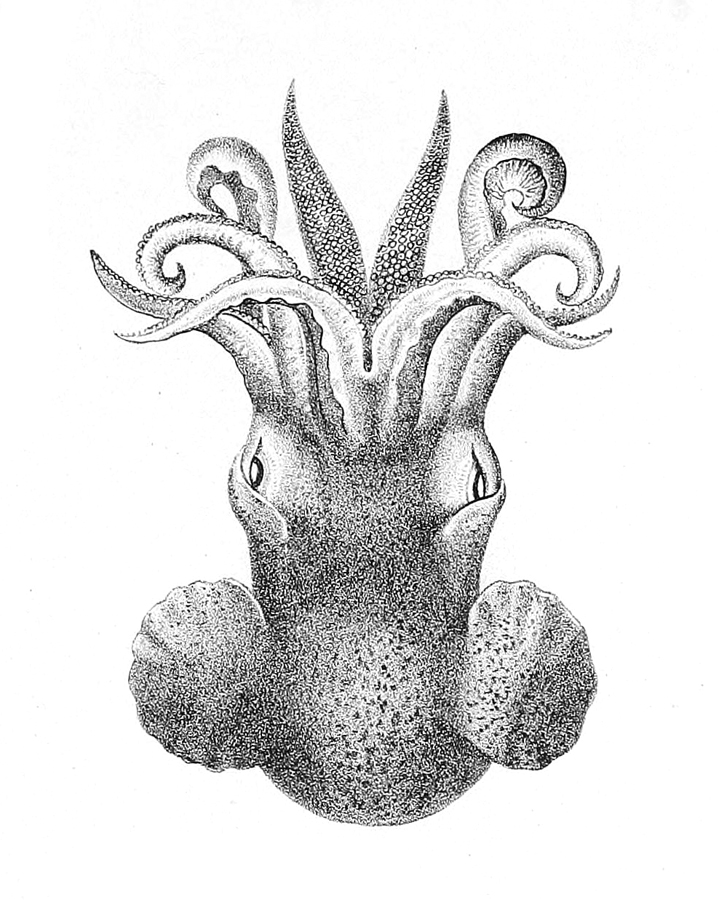